# Egther de Bjarmaland
Según la obra de Saxo Grammaticus, Gesta Danorum, Egther fue un caudillo vikingo, rey de Bjarmaland, que murió en combate contra el berserker Arngrim que buscaba acumular hazañas para casarse con la hija de Frodi, rey de Dinamarca. Arngrim obligó a sus súbditos a pagarle un danegeld de un hide por cabeza.